# Mats Åmvall
Mats Johan Åmvall, född 5 januari 1949, är en svensk publicist.
Åmvall har arbetat med journalistik sedan 1976, på Sydsvenska Dagbladet och sedan Västerbottens-Kuriren. Han var redaktionschef på Västerbottens-Kuriren från 1991.
I maj 1997 blev Åmvall chefredaktör för Ljusdals-Posten. Senare samma år köpte tidningens ägare Hälsinge-Kuriren och då blev Åmvall chefredaktör även där. I september 1999 slogs Ljusdals-Posten och Hälsinge-Kuriren ihop med Hudiksvalls Tidning/Hälsinglands Tidning för att bilda bolaget Hälsingetidningar. Åmvall blev chefredaktör för alla fyra titlarna. När Mittmedia köpte Hälsingetidningar integrerades deras tidning Ljusnan i verksamheten och Åmvall blev chefredaktör även där.
Den 1 oktober 2011 började Åmvall på Sundsvalls Tidning för att efterträda Kjell Carnbro som chefredaktör. Han lämnade uppdraget som chefredaktör under 2013 och gick i pension vid årsskiftet.